# Xã Franklin No. 2, Quận Greene, Missouri
Xã Franklin No. 2 (tiếng Anh: Franklin No. 2 Township) là một xã thuộc quận Greene, tiểu bang Missouri, Hoa Kỳ. Năm 2010, dân số của xã này là 3.276 người.